# دمقلی
دمقلی یک روستا در ایران است که در دهستان ارشق مرکزی واقع شده‌است.۷۲خانوار دارد در سال ۱۳۹۵ این روستا ۷۲خانوار ثبت گردیده است این روستا ۳کیلومتر راه خاکی دارد. دمقلی۱۹۴نفر جمعیت دارد.